# 久慈ラジオ中継局
久慈ラジオ中継局（くじラジオちゅうけいきょく）は、岩手県久慈市にあるNHK盛岡放送局とIBC岩手放送の中波放送中継局の総称。なお、正式な局名は、NHKが「久慈ラジオ中継放送所」、IBCが「久慈標準放送局」であるが、本項では便宜上「久慈ラジオ中継局」で記述する。

## 概要
- 当中継局は、沿岸北部の中･北部地域などへ電波を発射している。青森県（三戸郡階上町や八戸市を中心とする）三八上北地方でも当局の放送を直接受信可能。
- IBC中継局には自家発電装置が設置されていない（中継局敷地に設置された、施設のあらましを示した看板の「自家発電装置」欄が空欄になっている）。東日本大震災発生時に岩手県全域が停電した際は、本社の技術部員が急遽予備発電機を持って当送信所に向かった[1]。

## 中継局概要
IBCに関しては送信所内看板の記述による。
| 放送局名         | 周波数  | 空中線電力 | 放送対象地域 | 放送区域内世帯数 | 開局年月日    |
| IBC岩手放送      | 684kHz  | 100W       | 岩手県       | 2万3230世帯      | 1978年9月     |
| NHK盛岡ラジオ第1 | 1341kHz | 100W       | 岩手県       | -世帯            | 1960年8月25日 |
| NHK盛岡ラジオ第2 | 1539kHz | 100W       | 全国         | -世帯            | 1962年12月6日 |

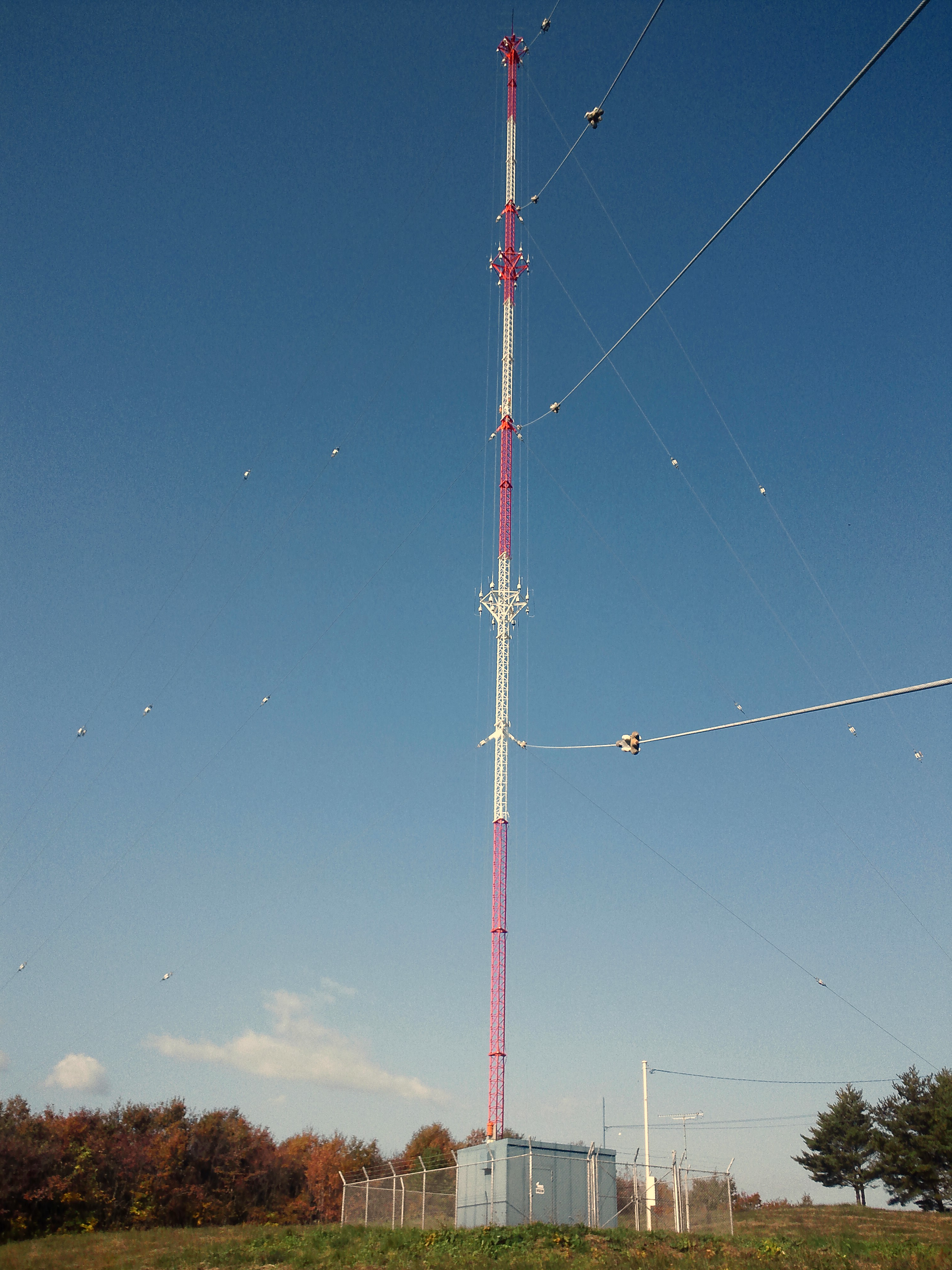
IBC久慈標準放送局送信塔全景（2013年11月）
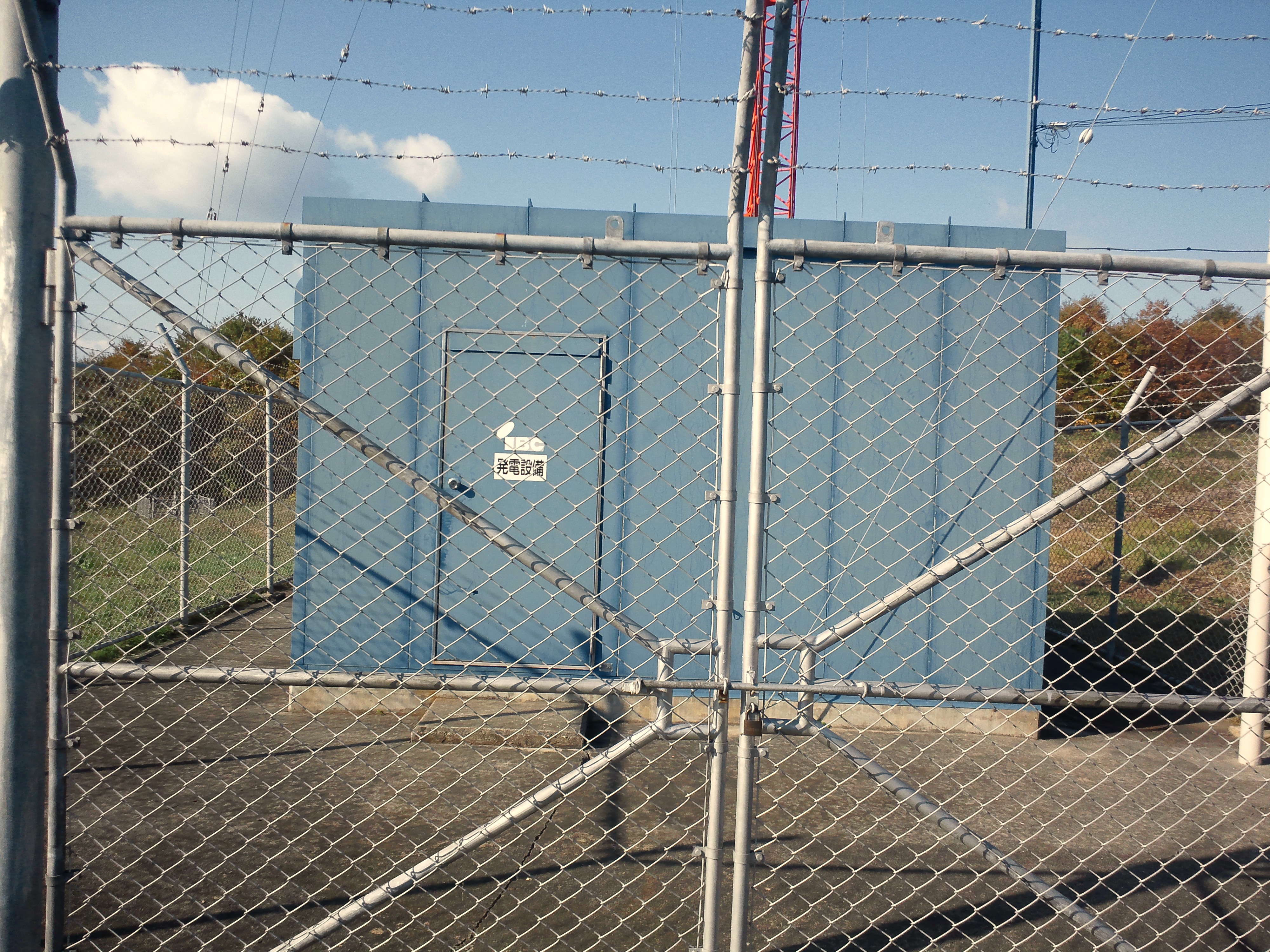
IBC久慈標準放送局局舎（2013年11月）
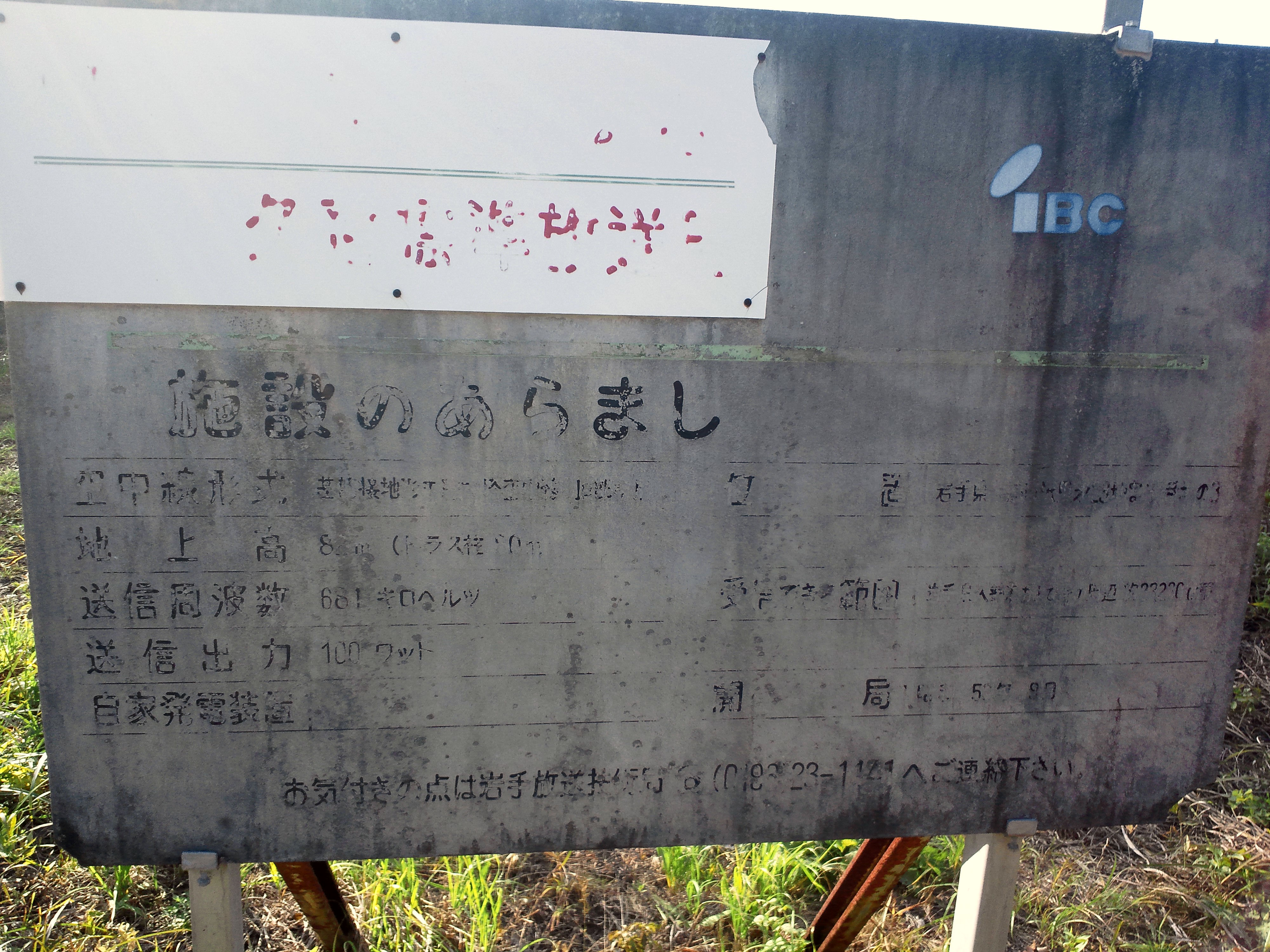
送信所に設置された看板。左下の「自家発電装置」欄に記載がない

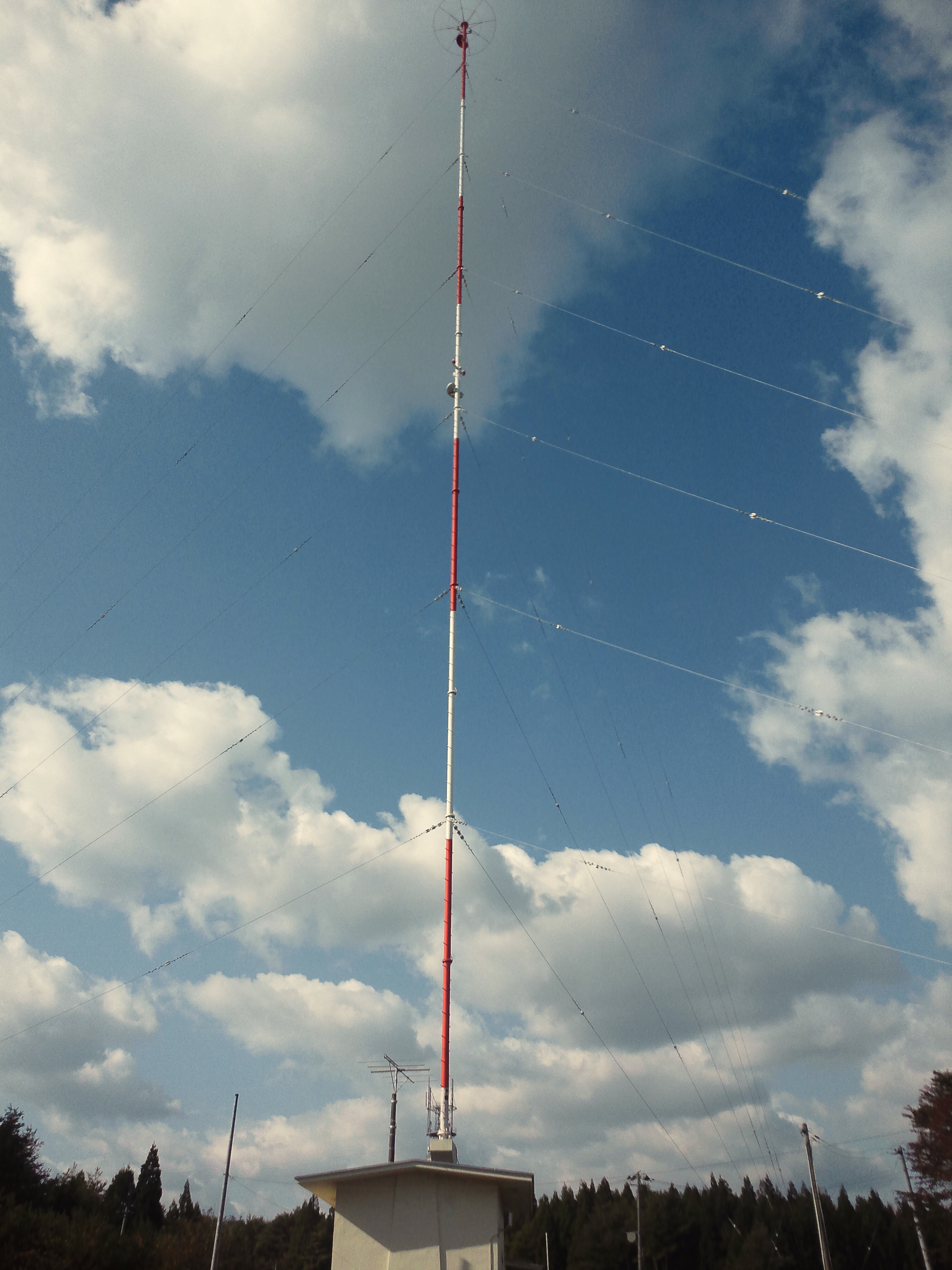
NHK久慈ラジオ中継放送所送信塔全景（2013年11月）
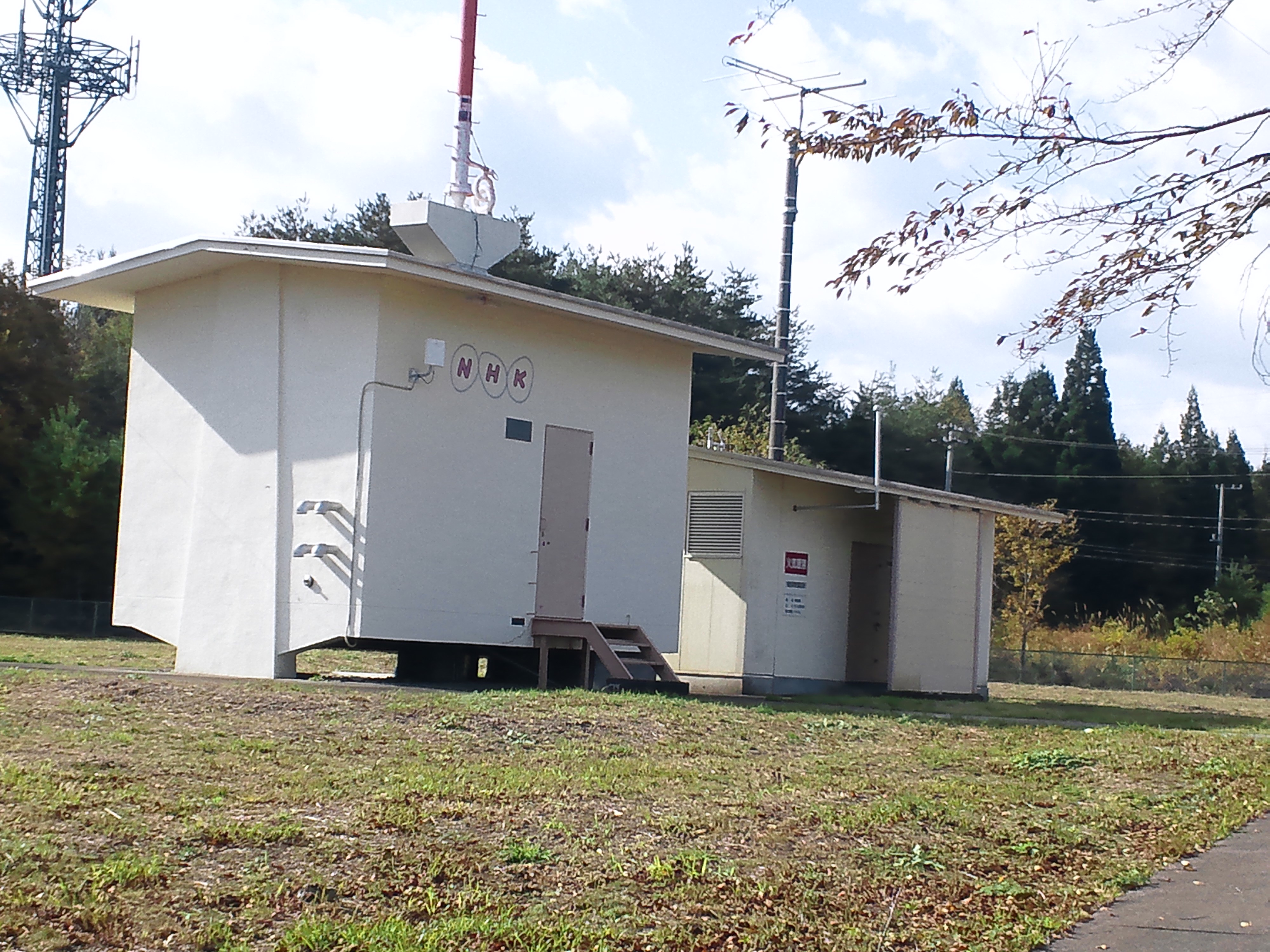
NHK久慈ラジオ中継放送所局舎（2013年11月）

### 中継局所在地
- NHK…岩手県久慈市長内町第28地割
- IBC…岩手県久慈市夏井町字夏井1-60-35
  - 本社からのラジオ放送は折爪岳経由で当中継局へ伝送されている。